# Saucisson brioché
Saucisson brioché és una especialitat gastronòmica de Lió elaborada a base de botifarra dins d'una massa de brioix i servida a talls.
Aquesta recepta data probablement de finals de l'edat mitjana. Es el plat familiar de diumenge per excel·lència a Lió, i n'existeixen varietats en què la botifarra és trufada o amb festucs. Es menja generalment com a plat complet i pot anar acompanyat d'amanida i vinagreta.